# Росс (Огайо)
Росс (англ. Ross) — переписна місцевість (CDP) в США, в окрузі Батлер штату Огайо. Населення — 3478 осіб (2020).

## Географія
Росс розташований за координатами 39°18′50″ пн. ш. 84°39′37″ зх. д. / 39.31389° пн. ш. 84.66028° зх. д. (39.313904, -84.660146). За даними Бюро перепису населення США в 2010 році переписна місцевість мала площу 8,14 км², з яких 8,07 км² — суходіл та 0,07 км² — водойми.

## Історія
Поселення засноване доктором Бенджаміном Франкліном Кларком 1 лютого 1817 року під назвою «Венус» (Venus), яка пізніше викривилася до «Веніс» (Venice). Оскільки в штаті вже було поштове відділення з такою назвою, поблизу озера Ері, у 1834 році поселення перейменували на Росс.

## Демографія
Згідно з переписом 2010 року, у переписній місцевості мешкало 3417 осіб у 1237 домогосподарствах у складі 972 родин. Густота населення становила 420 осіб/км². Було 1293 помешкання (159/км²).
Расовий склад населення:
| - 98,3 % — білих - 0,2 % — корінних американців - 0,2 % — чорних або афроамериканців - 0,1 % — вихідців з тихоокеанських островів |

До двох чи більше рас належало 0,9 %. Частка іспаномовних становила 0,7 % від усіх жителів.
За віковим діапазоном населення розподілялося таким чином: 26,1 % — особи молодші 18 років, 62,3 % — особи у віці 18—64 років, 11,6 % — особи у віці 65 років та старші. Медіана віку мешканця становила 39,2 року. На 100 осіб жіночої статі у переписній місцевості припадало 99,1 чоловіків; на 100 жінок у віці від 18 років та старших — 98,1 чоловіків також старших 18 років.
Середній дохід на одне домашнє господарство становив 77 986 доларів США (медіана — 71 932), а середній дохід на одну сім'ю — 84 065 доларів (медіана — 79 564). Медіана доходів становила 52 368 доларів для чоловіків та 40 402 долари для жінок. За межею бідності перебувало 2,0 % осіб, у тому числі 3,3 % дітей у віці до 18 років та 0,0 % осіб у віці 65 років та старших.
Цивільне працевлаштоване населення становило 1939 осіб. Основні галузі зайнятості: освіта, охорона здоров'я та соціальна допомога — 19,1 %, виробництво — 17,0 %, будівництво — 13,3 %, роздрібна торгівля — 11,3 %.